# Nordstemmer Zuckerrübe
Die Nordstemmer Zuckerrübe ist ein Kinderbuchpreis, der seit 2003 an der Grundschule Nordstemmen vergeben wird. Der Name erinnert an die Nordstemmer Zuckerfabrik der Nordzucker AG. 

## Der KinderbuchpreisNordstemmer Zuckerrübe
Das Schulprojekt der Grundschule Nordstemmen, das sich über das dritte und vierte Schuljahr erstreckt, hat das Ziel, die Schüler mit Spaß und Freude an Literatur heranzuführen und dabei möglichst viele Schüler zum Lesen zu bewegen. Der Kinderbuchpreis setzt so wesentliche Akzente im Bereich der Leseförderung. Er unterscheidet sich von vergleichbaren Auszeichnungen darin, dass er von den Schülern selbst vergeben wird. 
Die Jury besteht aus den Schülern der vierten Klassen der Grundschule Nordstemmen. Die klassenübergreifende Literatur-Arbeitsgemeinschaft der Grundschule wählt aus zehn Kinderbüchern zwei Kinderbücher aus, die von den Schülern der vierten Klassen gelesen werden. Anschließend wählen die Schüler der vierten Klassen aus den beiden Kinderbüchern ihr Lieblingsbuch aus. Dessen Autor/Autorin wird anschließend zu der mit der Preisverleihung verbundenen Autorenlesung in die Schule eingeladen. Die Autorenlesung findet gegen Juni desselben Jahres vor allen Schülern der dritten und vierten Klassen statt. Im Rahmen einer Feier erhält der/die Siegerautor/Siegerautorin von den Schülern der vierten Klassen die „Nordstemmer Zuckerrübe“, ursprünglich eine Skulptur des Künstlers Jan Obornik (heute wird sie vom Hausmeister der Asternschule Nordstemmen aus Holz hergestellt) und einen vom Förderverein der Asternschule ausgelobten Preis, der mit 1.111 Euro dotiert ist.

## Preisträger

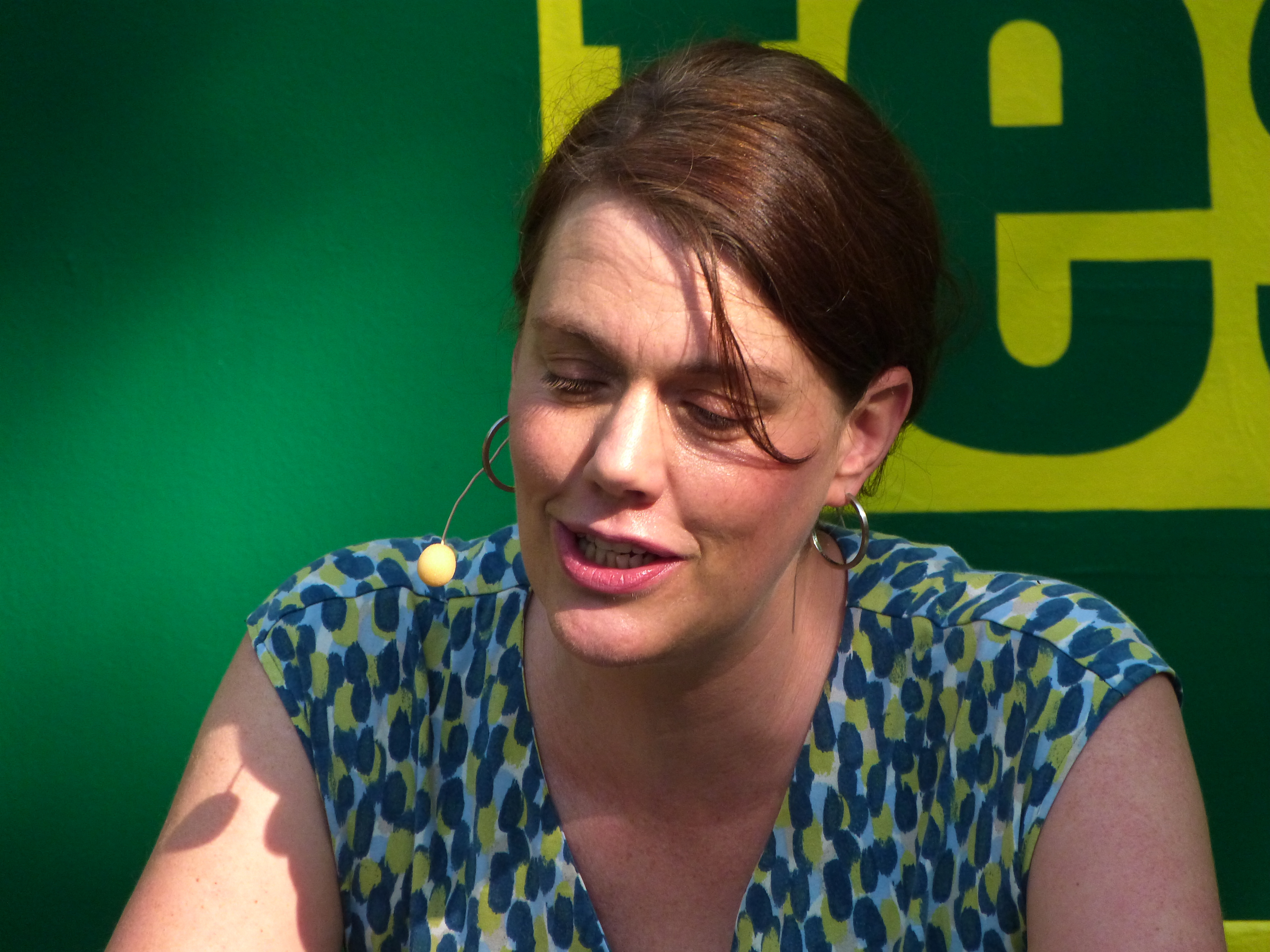
Die Preisträgerin von 2021: Christina Erbertz

- 2003 Cornelia Funke für Kleiner Werwolf
- 2004 Ingrid Uebe für Mascha Marabu
- 2005 Annelies Schwarz  für Meine Oma lebt in Afrika
- 2006 Klaus Kordon für Die Reise zur Wunderinsel
- 2007 Isabel Abedi für Hier kommt Lola!
- 2008 Antonia Michaelis für Das Adoptivzimmer
- 2009 Claudia Frieser für Oskar und das Geheimnis der verschwundenen Kinder
- 2010 Joachim Friedrich für Pias geheime Freundin
- 2011 Andrea Hensgen für Darf ich bleiben, wenn ich leise bin?[1]
- 2012 Sabine Ludwig für Die schrecklichsten Mütter der Welt[2]
- 2013 Bernd Schreiber für Die Container-Füchse
- 2014 Nikola Huppertz für Biete Bruder! Suche Hund![3]
- 2015 Julia Boehme für E-Mails und Geheimnisse
- 2016 Hartmut El Kurdi für Angstmän
- 2017 Ulrich Hub für Füchse lügen nicht
- 2018 Charlotte Habersack für Bitte nicht öffnen – bissig!
- 2019 Sabrina J. Kirschner für Die (un)langweiligste Schule der Welt
- 2020 Ute Wegmann für Die besten Freunde der Welt
- 2021 Christina Erbertz für Freddy und der Wurm
- 2022 Katja Reider für Der Tag, an dem das Khushi kam
- 2023 Martina Baumbach für Die Tierwandler – Unser Lehrer ist ein Elch
- 2024 Sabine Zett für Donnie & Jan - Ziemlich beste Brüder